# فرسنگ‌شمار

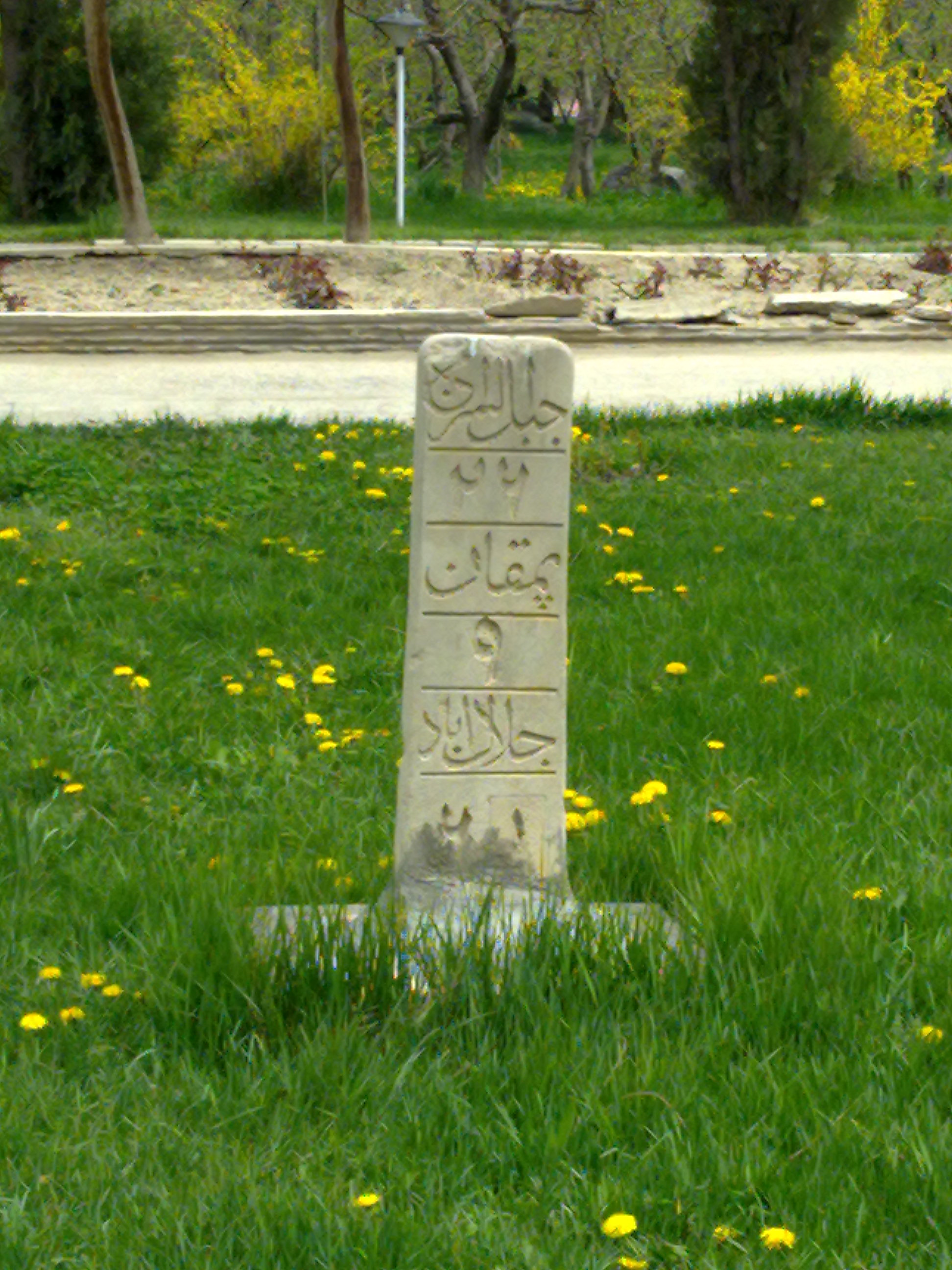
فرسنگ‌شمار کابل که هم اکنون در وزارت خارجه افغانستان قرار دارد.

فرسنگ‌شمار علامتی است که با آن فواصل مکان‌های دیگر را از مکان نصب علامت نشان می‌دهد. از اصطلاح فرسنگ شمار در مباحث مدیریت پروژه نیز استفاده می‌شود.

## مایل استون
مایل استون (به انگلیسی: milestone) در زبان انگلیسی به معنای فرسنگ‌شمار است. mile «مایل» یک واحد اندازه‌گیری مکانی و stone به معنای سنگ است. در گذشته سنگ‌هایی بودند که دقیقاً کاربرد فرسنگ‌شمار را داشتند.

## نگارخانه

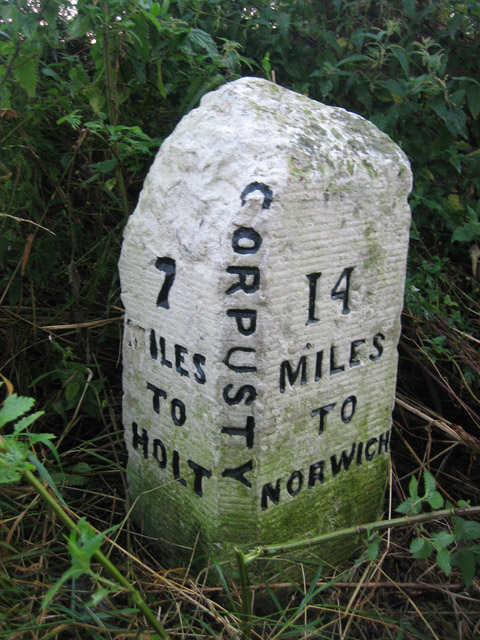
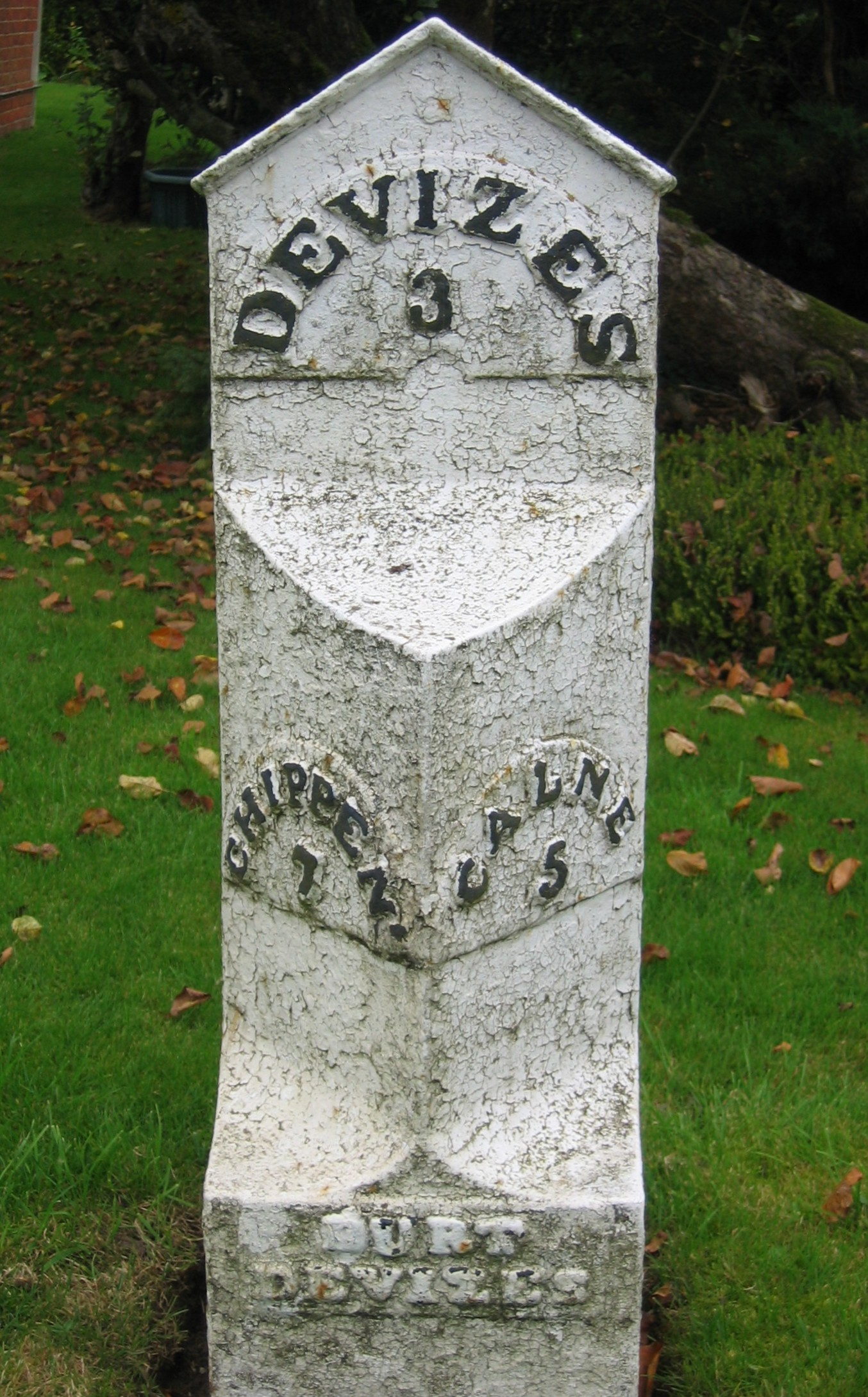
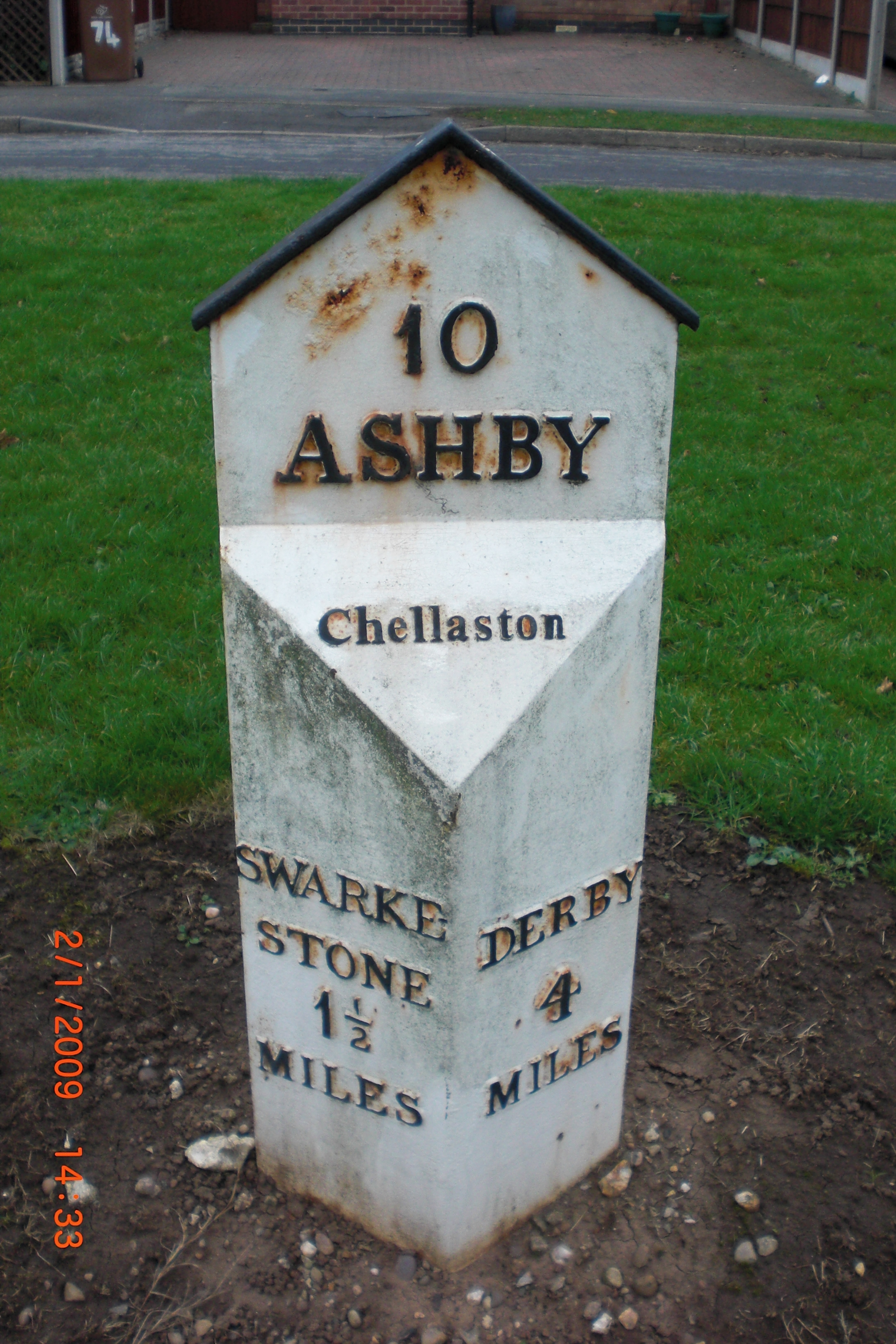
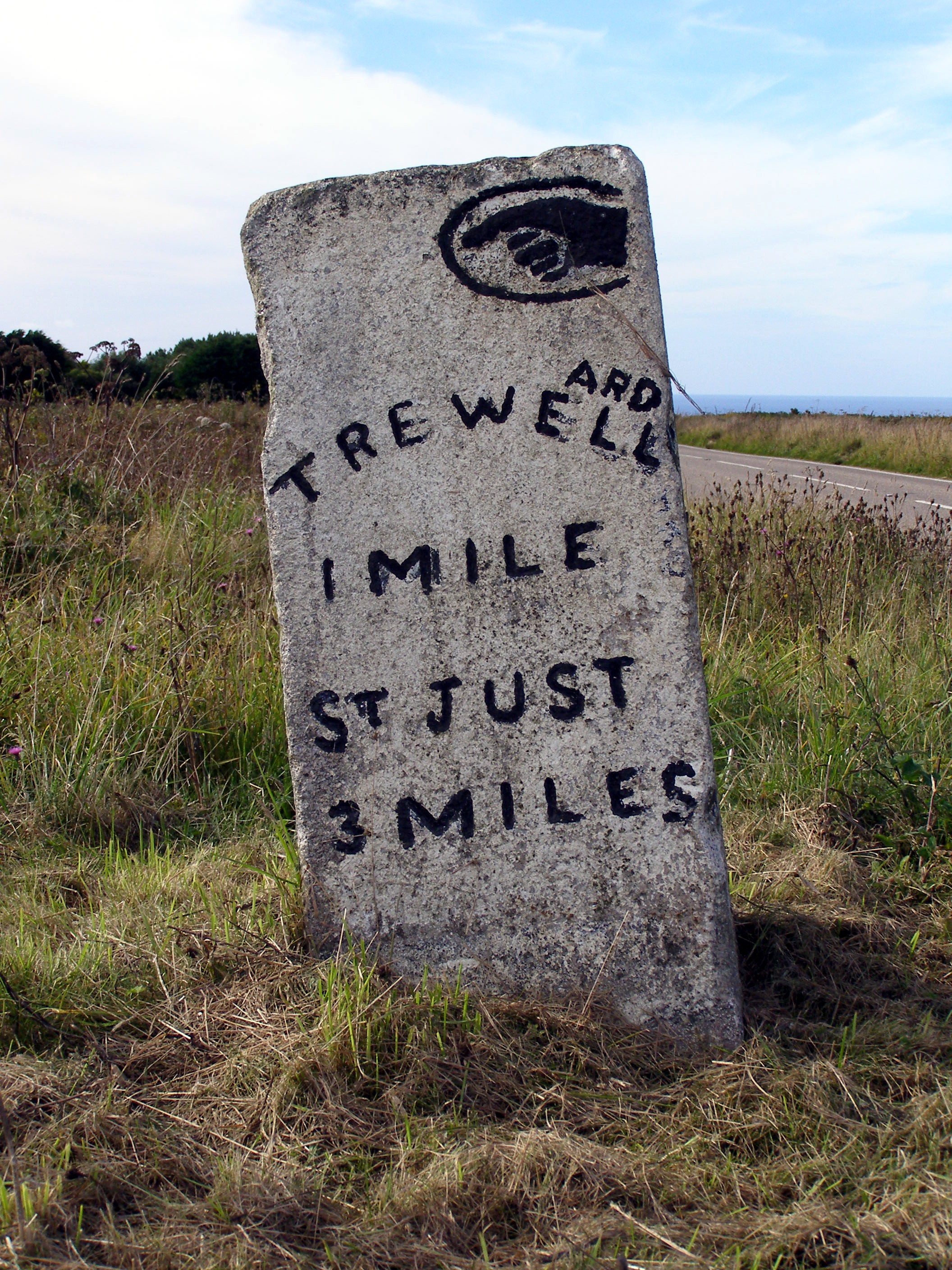
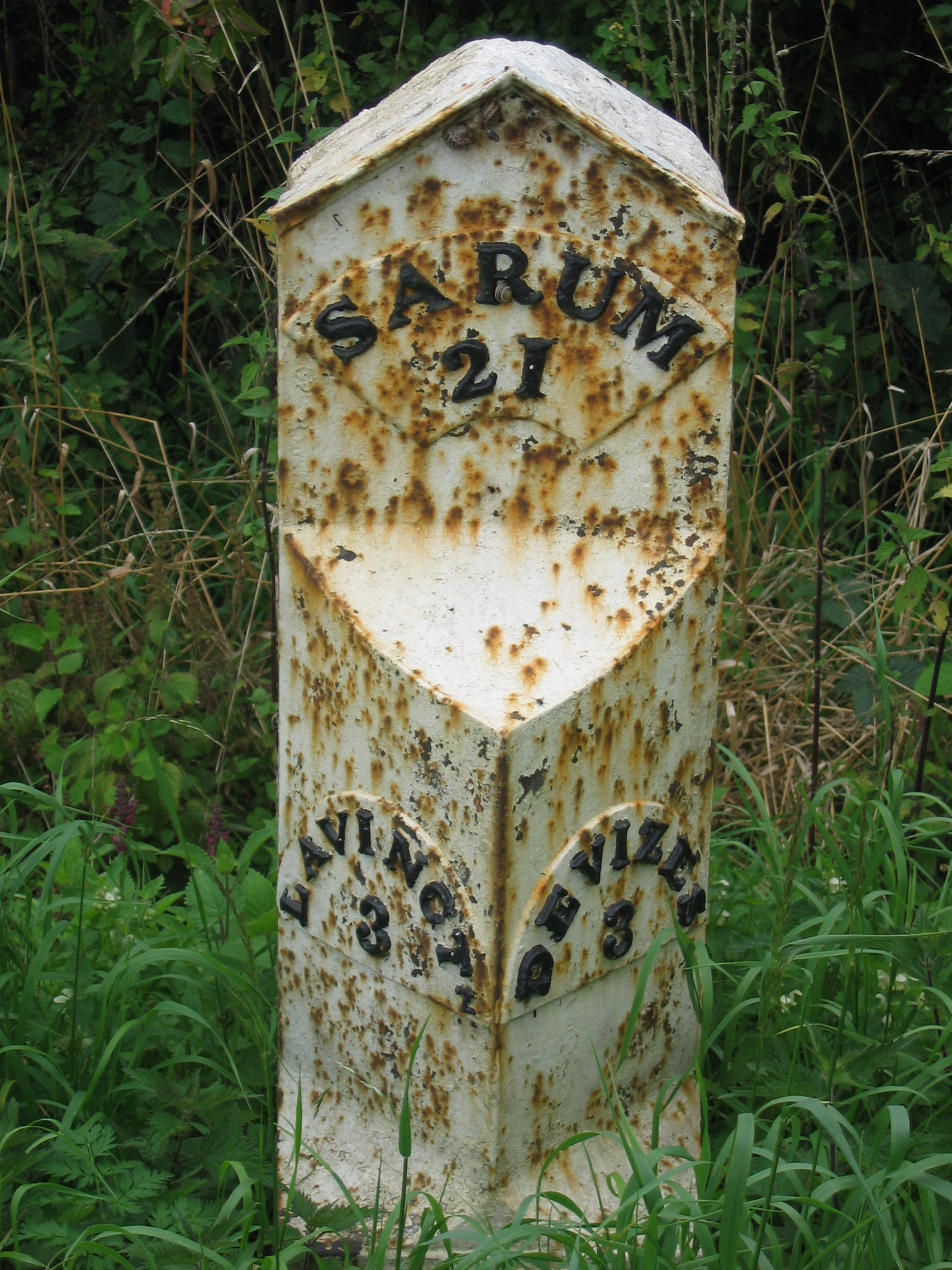
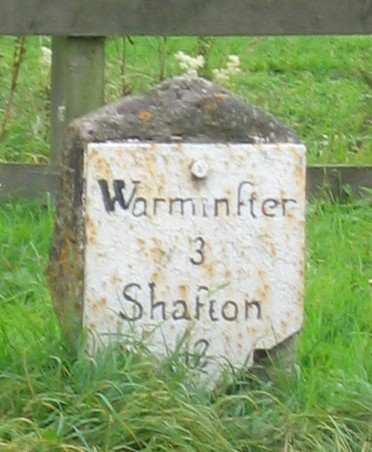
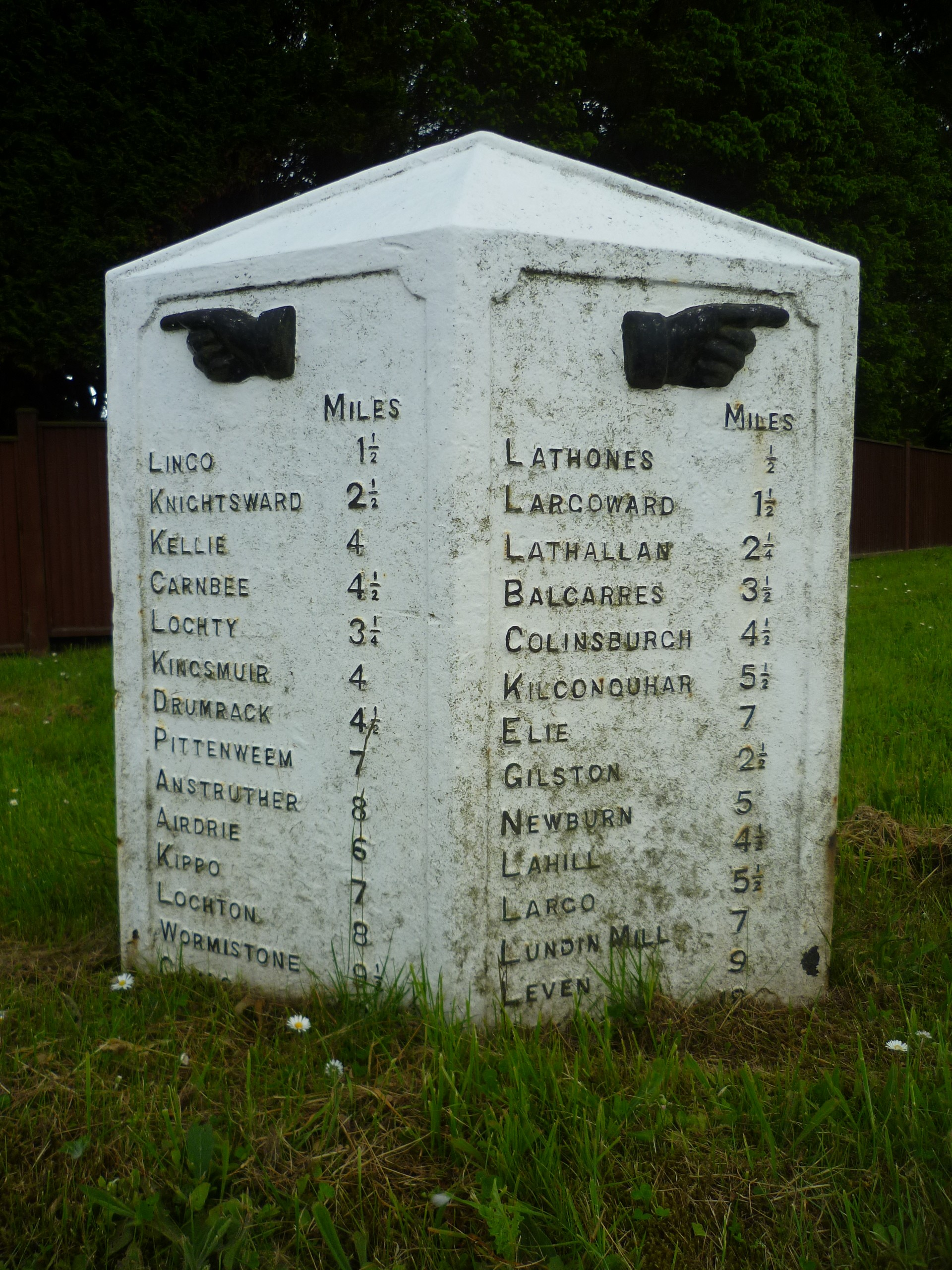
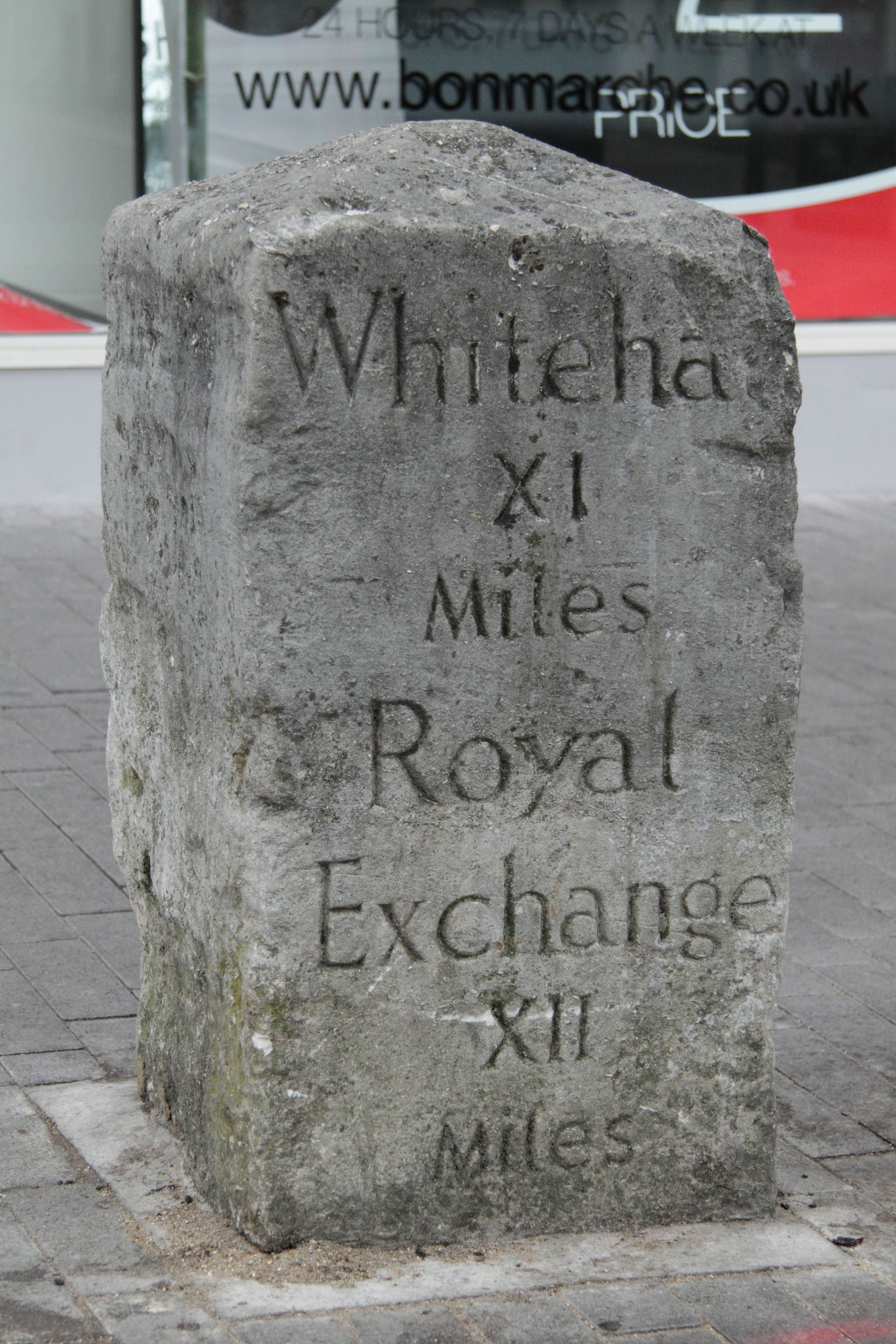